# ELECTRIC TROUBLE
ELECTRIC TROUBLE （エレクトリック トラブル）は、日本のヒップホップ・ダンスユニット。メンバーはBON、YOKOI、DOMINIQUE、SHOHEIの4人。

## 概要
日本最大のストリートダンス大会JAPAN DANCE DELIGHTの1997年、2003年を制覇し大会史上初となる2度の優勝を達成した。
現在、西のトップダンサーが集結し結成されたストリート生まれのダンスオーケストラ「WRECKING CREW ORCHESTRA」としても活躍する。

## メンバー
- BON（ぼん）
- YOKOI（よこい）
- DOMINIQUE（どみにく）
- SHOHEI（しょうへい）

## 主な受賞歴
- 1997年 JAPAN DANCE DELIGHT Vol.4 優勝
- 2003年 JAPAN DANCE DELIGHT Vol.10 優勝

## テレビ出演
- スーパーチャンプル（日本テレビ系）

## DVD
- ELECTRIC STYLE -Phase 0- (2006)
- ELECTRIC STYLE -Phase 1- (2007)